# Limerville
Limervile is een gehucht in de Franse gemeente Angerville-la-Martel in het departement Seine-Maritime in Normandië. 
Het gehucht ligt in het noorden van de gemeente, bijna anderhalve kilometer ten noorden van het dorpscentrum van Angerville. 

## Geschiedenis
Oude vermeldingen van de naam gaan terug tot de 13de eeuw als Limervilla en Apud Limesvillam. Op de 18de-eeuwse Cassinikaart is hier het plaatsje Limerville aangeduid.
Op het eind van het ancien régime eind de 18de eeuw, toen de gemeenten werden gecreëerd, werd de plaats ondergebracht in de gemeente Angerville-la-Martel. In de volgende periode werd de grote weg van Le Havre naar Dieppe, die langs het gehucht loopt, rechtgetrokken.
Angerville-la-Martel · Daubeuf · Limerville · Miquetot · Rue d'Angerville · Ypreville